# Артин, Майкл
Майкл Артин (англ. Michael Artin; род. 28 июня 1934) — американский математик и заслуженный профессор Массачусетского технологического института, известный вкладом в алгебраическую геометрию.

## Биография
Второй сын в семье математика Эмиля Артина и Натальи Ясной (англ. Natascha Artin Brunswick; 1909—2003) (дочери адвоката и экономиста Наума Ясного). Мать родом из Санкт-Петербурга, эмигрировала в Германию в 1921 году после прихода к власти большевиков, училась в Гамбургском университете у Эмиля Артина, за которого вышла замуж в 1929 году. Из-за еврейского происхождения Натальи по отцу, Артин был уволен из университета и семья эмигрировала в США.
В 1955 году Майкл Артин получил степень бакалавра в Принстонском университете. Затем переехал в Гарвард и в 1960 году получил степень Ph.D. под руководством Оскара Зарисского (тема диссертации — «О поверхностях Энрикеса»), при этом не стал публиковать диссертационную работу, сочтя её недостаточно подготовленной. До 1963 года работал в Гарвардском университете, а затем провёл некоторое время во Франции в Институте высших научных исследований, поучаствовав в написании 4-го тома трудов Семинара по алгебраической геометрии в Буа-Мари (фр. Séminaire de Géométrie Algébrique du Bois Marie; SGA). В 1966 году получил должность профессора MIT. Его работа над проблемой описания представимых функторов в категории схем привела к доказательству аппроксимационной теоремы Артина. Также дал определение алгебраического пространства, обобщающее определение схемы и позволяющее распространить методы алгебраической геометрии на многие пространства модулей. В 1974 году он дал новое определение алгебраического стека. Начиная с 1980-х годов его научные интересы переместились в область некоммутативной геометрии.

## Награды
- 1999 — Чернский приглашенный профессор
- 2002 — Премия Стила «за выдающиеся достижения на протяжении всей карьеры».
- 2005 — Медаль Столетия Высшей школы искусств и наук Гарвардского университета[англ.]
- 2013 — Премия Вольфа
- 2013 — Национальная научная медаль США

## Заслуги
Член Национальной академии наук США, Американской академии искусств и наук (1969), Американской ассоциации содействия развитию науки, почётным членом Московского математического общества. Также является действительным членом Американского математического общества, в 1991−1992 годах был его президентом.